# Luis Larrodera
Luis Carlos Larrodera Sanz (Zaragoza, 16 de septiembre de 1973), más conocido como Luis Larrodera y anteriormente como Luis Roderas, es un presentador de radio y televisión, director, humorista, actor y guionista español.

## Biografía
Empezó su carrera como locutor de radio, durante diez años, en emisoras locales de su ciudad natal. Los últimos años en radio los compaginaba con sus primeros pasos en televisión.
En 1999, presenta en la televisión aragonesa Antena Aragón Que viene el lobo. Un magacín nocturno junto a Javier Coronas y Marisol Aznar, dirigido por Félix Zapatero. 
Chicho Ibáñez Serrador fue uno de sus invitados. En septiembre de 2003, Ibáñez Serrador eligió a Luis para presentar el regreso del concurso Un, dos, tres... a leer esta vez. De 2004 a 2005, adoptó el nombre artístico de Luis Roderas (idea de Ibáñez Serrador, porque los productores confundían su nombre y le llamaban Roderas en vez de Larrodera). 
En 2005 debutó en el cine con Santiago Segura: Torrente 3. Interpretó al policía corrupto Menéndez. También rodó el largometraje de José Semprún, O.F.N.I., junto a Alfonso Lara y María Pastor. Y colaboró en el programa de RNE, El ombligo de la luna. 
Volvió a la televisión en 2006 como presentador de Alta tensión,  concurso vespertino de Cuatro, producido por Gestmusic, con el que se siguió tres temporadas. Ese verano, también en Cuatro, presentó el concurso El traidor, en directo, de julio a septiembre.   
Lo compaginó con su debut en la autonómica de Aragón, Aragón Televisión, donde, desde 2006 y durante dos temporadas, Larrodera presentó cada jueves, el late night Vaya comunidad. En 2007, colaboró con el diario deportivo Equipo, llevando la sección Uno de los vuestros. Y en 2008, recibió el premio "Micrófono de Oro" de televisión.
En 2009 estrenó el telefilme El bloke. Coslada Cero, en TVE 1; participó en la segunda temporada de la serie Euskolegas, en ETB; protagonizó el capítulo El viajero del tiempo, de la serie de Álex de la Iglesia, Plutón B.R.B. Nero, en la 2. También debutó en Antena 3, el 22 de junio de 2009, presentando La gran oportunidad, y en octubre lo hizo en Disney Channel, el concurso familiar 3G.
En 2010 se hizo cargo de la segunda temporada del programa de entrevistas, de Antena 3, Pánico en el plató. Paralelamente siguió con su formación como actor y estrenó su propio espectáculo de humor, Monólogos urbanos y otras leyendas, en la Gran Vía madrileña, con el que giró hasta 2011.
En 2012 fue actor fijo en La hora de José Mota, de TVE, participó en la serie de Telecinco La que se avecina y colaboró en Nunca es tarde, programa de RNE de Yolanda Flores. Al año siguiente, formó parte de La noche de José Mota, en Telecinco, tuvo una colaboración semanal en Así nos va, de La Sexta, y participó en el especial solidario de Tu cara más solidaria 2, de Antena 3, interpretando a Karina.
Participó en varias entregas de Me resbala de Antena 3, en 2014, año en el que  también presentó en Aragón TV,  Me Gusta Aragón junto a Salomé Jiménez, tomando el testigo de Marianico el Corto. Ya en 2015, condujo en la misma cadena, La Báscula, y dio las campanadas junto a Carmen París (siendo la segunda cadena más vista en Aragón, en ese momento).
En 2016 debutó como director de televisión, en esa misma cadena, con el programa de humor Comedyantes. Humor con Denominación de Origen, y   relevó durante un mes a Jordi Hurtado al frente de Saber y ganar.  
Empezó 2017 dando las campanadas en Aragón TV, con Blanca Liso, y con la tercera temporada de La Báscula. Ese verano vuelve a la radio, presentando Salga el sol por donde salga, en COPE. También colaboró en nuevos programas de Me resbala, en Antena 3 y en otoño presentó la versión de Telemadrid del concurso de ETB2, Atrápame si puedes. En octubre participó en la segunda gala de la sexta temporada de Tu cara me suena, acompañando a Diana Navarro en la imitación a Mina Mazzini y Alberto Lupo, con la canción Parole, parole. Ese mismo mes se puso al frente del late night Anochece que no es poco, en Aragón TV. Y en noviembre apareció en el último capítulo de la tercera temporada de la serie de TVE, El Ministerio del Tiempo.
Compaginó la presentación de programas con las labores de narrador y voz en off, en Supernanny (2006-2010, Cuatro), El método Osmin (2014, Cuatro),  Supervivientes (2015, Telecinco), Ven a cenar conmigo (2017-2018, Cuatro), Ven a cenar conmigo Gourmet Edition (2018, Cuatro),    y  El precio justo (2021, Telecinco) en el regreso de este concurso después de su etapa de éxito.  
En 2018, en la décima edición del FesTVal, recibió el premio Mainat, junto a Emilio Aragón, Olga Viza y Jorge Fernández. Al año siguiente, asumió la dirección del Festival de Cine del'Alfàs del Pi, Alicante, y desde septiembre de ese año hasta julio de 2022, dirigió y presentó el morning show de Cadena Dial, Atrévete. Durante el verano de 2020, dirigió y presentó el magazine La heladería, en la Cadena SER. 
Como cineasta, en 2018 debutó en la dirección con el cortometraje El padre, protagonizado por  Mariano Venancio, y en marzo de 2023 estrena El peor oficio del mundo. su segundo cortometraje como director, del que firma el guion y además protagoniza. Por ese papel fue premiado como como Mejor Actor de Cortometraje en el Festival de Cine de Alicante y en el Sol International Film Festival” de Torrevieja. 
En julio de 2022 estrenó su nuevo show de monólogos Todo cambia, con el que inició girá por toda España.

## Vida personal
Está casado con Laura de la Calle, modelo y actriz que trabajó en el conocido programa de humor Vaya semanita.
Tienen dos hijas en común llamadas Marina y Jimena Larrodera de la Calle.

## Programas de televisión
- 2021: El precio justo, en Telecinco. (Concurso) Narrador / Voz del programa

- 2017-2018 Ven a cenar conmigo, en Cuatro. Narrador / Voz en off
- 2018: Cero en historia, Movistar+. Invitado
- 2018: Ven a cenar conmigo Gourmet Edition, en Cuatro. Narrador / Voz en off

- 2017-2018: Anochece que no es poco en Aragón TV. Presentador
- 2017: Tu cara me suena en Antena 3. Acompaña a Diana Navarro interpretando a Alberto Lupo
- 2017: Atrápame si puedes, en Telemadrid. Presentador
- 2015-2017: La báscula, en Aragón TV. Presentador
- 2017: Me resbala en Antena 3. Humorista

- 2016: Campanadas 2016, en Aragón TV. Presentador
- 2016: Saber y ganar, en La 2. Presentador
- 2016: Comedyantes. Humor con Denominación de Origen, en Aragón TV. Director

- 2015: Campanadas 2015, en Aragón TV. Presentador
- 2015:Sopa de gansos, en Cuatro. Monologuista
- 2015: Supervivientes, en Telecinco. Locutor/Voz en off
- 2015: ¿Y tú qué sabes?, en La Sexta . Colaborador

- 2014 Los viernes al show, en Antena 3. Humorista/Presentador de concurso en el 2º programa
- 2014 Tu cara me suena Mini, en Antena 3. Participante en la 5ª gala junto a su hija Marina.
- 2014 El pueblo más divertido, en La 1 - (Concurso) Humorista/Padrino de Alfaro
- 2014 Se hace saber, en TVE. Humorista
- 2014 Me gusta Aragón, en Aragón TV. Presentador
- 2014 El método Osmin, en Cuatro (Coaching)
- 2014 Me resbala, en Antena 3. Cómico concursante

- 2013 La noche de José Mota, en Telecinco. (Humor) Actor
- 2013: Tu cara me suena, en Antena 3 - Participante en la Gala Solidaria de octubre.
- 2013: Así nos va, en La Sexta. Colaborador

- 2011-2012: La hora de José Mota, en TVE . (Humor) Actor

- 2010: Pánico en el plató, en Antena 3. (Entrevistas) Presentador

- 2009: 3G, en Disney Channel. (Concurso). Presentador
- 2009: La gran oportunidad, en Antena 3. Presentador

- 2009: Deseos 2009, en Aragón Televisión. (Gala) Presentador junto a Bibiana Fernández
- 2006-2008: Alta tensión, en Cuatro. (Concurso). Presentador

- 2007 Deseos 2008, en Aragón Televisión -(Gala) Presentador junto a Bibiana Fernández
- 2006-2010: Supernanny, en Cuatro. (Reality) Narrador
- 2006-2007 Vaya comunidad, en Aragón Televisión. (Late night) Presentador y guionista
- 2006: El traidor, en Cuatro. (Concurso, reality) Presentador junto a Sergio Muñiz
- 2006: Deseos 2007, en Aragón Televisión - (Gala) Presentador junto a Silvia Ruiz y David Civera

- 2004: Un, dos, tres... a leer esta vez, en TVE. (Concurso) Presentador
- 2004: Aragoneses del año, en TVE Aragón. (Gala) Presentador
- 2004: ¡A Galicia vente xa!, en TVE. (Gala) Presentador  junto a Jennifer Rope y Sandra Daviú
- 2004: Gala FAO, en TVE. (Gala) Presentador junto a Ana García Lozano

- 1999-2003: Que viene el lobo y El lobo, en Antena Aragón y TVE Aragón, respectivamente.  Late night/Presentador/Guionista
- 2003: Gala del Zaragocismo 2003, en TVE Aragón. Presentador

## Filmografía cine

### Director
- 2025: Las lágrimas de Sísifo (Cortometraje) Director y guionista [18]

- 2024: 3.000 elefantes (Cortometraje) Guionista y productor [18]

- 2023: El Peor oficio del mundo (Cortometraje) Director, guionista y actor [18]

- 2018: Padre  (Cortometraje) Director y guionista[17]

### Actor
- 2024: 3.000 elefantes, de Israel Carrillo y Miguel Piedrafita (Cortometraje) [18]

- 2017: Más bonita que cualquiera, de Miguel Piedrafita (Cortometraje)

- 2014: Silencio en las montañas, de Carlos Cabero (Cortometraje)
- 2014: La carta, de Fran Lorite (Cortometraje)
- 2014: Ellos, de Sergio González "Suko" (Cortometraje)
- 2014: ¡Qué rabia da!, de Jeromín Cantero (Web serie)

- 2013: Síndromes Vol.1. Estocolmo, de Sergio González "Suko" y Miki Maka (Mediometraje)
- 2013: ¡Qué rabia da!, de Jeromín Cantero (Web serie)

- 2012: El encamado, de Germán Roda (Largometraje)
- 2012: Abracadabra, de Diego Arjona (Cortometraje)

- 2011: Pomarón (al cubo), de Germán Roda (Documental/voz en off)
- 2011: Ciencia Ficción. La creatividad de un artista, de Pablo Riquelme. (Cortometraje)
- 2011: Jailsamer (Cortometraje documental)

- 2009: El bloke. Coslada Cero, de Manuel Astudillo (Película para televisión)
- 2009: Pecados capitales, de José Miguel Iranzo (Cortometraje)

- 2008: Manual práctico del amigo imaginario (abreviado), de Ciro Altabás (Cortometraje)

- 2007: Pájaros, de Patricia Vigil (Cortometraje)
- 2007: LZ-127, de Jesús Obón (Cortometraje)

- 2006: O.F.N.I., de José Semprún

- 2005: A golpes, de Juan Vicente Córdoba
- 2005: Torrente 3: el protector, de Santiago Segura

## Teatro
- 2022-actualidad. Todo cambia

- 2016-2020: Monólogos urbanos y otras leyendas 2.0

- 2015:Tres Somardones

- 2013: Maño a maño

- 2012: Soria Olímpica

- 2011: Los prescindibles del humor

- 2010-2015: Monólogos urbanos y otras leyendas

- 2009: Y si no... ¡nos enfadamos!
- 2009: Antígona, de Sófocles (Personaje: Creonte)

- 2008-2009: 3+1... ¿cuánto?

## Apariciones en series de TV
- 2019: 45 revoluciones, Antena 3

- 2017: El Ministerio del Tiempo, TVE

- 2012-2013 La que se avecina, Telecinco

- 2011: Seven: Los siete pecados capitales de provincia, TVE 1

- 2010: Con el vértigo en los talones, TVE 1

- 2009: La hora de José Mota, TVE 1
- 2009: Plutón B.R.B. Nero, de Álex de la Iglesia, La 2
- 2009: Euskolegas, ETB2

- 2005: A tortas con la vida, Antena 3
- 2005: El comisario, Telecinco

- 2004: Cruz y Raya punto show, TVE 1

## Trabajos destacados en radio
- 2019-2022: Atrévete, en Cadena Dial - Director y presentador.

- 2020: La heladería, en la Cadena SER. Director y presentador.

- 2027 Salga el sol por donde salga, en COPE. Director y presentador

- 2020: Nunca es tarde, en RNE, con Yolanda Flores (Colaborador)

- 2005: El ombligo de la luna, en RNE (Colaborador)

## Audiolibros
- 2023: Las locas aventuras de la Mitología griega, de Andoni Garrido (Audible)
- 2023: Historia absurda de España. De Granada '92 a Barcelona '92, de Ad Absurdum (Audible) [22]
- 2023: Melasudismo, de Pablo Álvarez (Audible)

## Ficciones Sonoras
- 2023: Políticamente Incorrecto, de Mark Humphries, Daniel Ilic, Evan Williams y Kacie Anning (Audible)
- 2023: La novia gitana, de Carmen Mola (Audible)

## Premios
- 2008: Micrófono de Oro, concedido por la Federación de Asociaciones de Radio y Televisión. [5]
- 2018: Premio Joan Ramón Mainat, en el 10º Festval, Festival Nacional de Televisión de España, de Vitoria,  junto a Emilio Aragón, Olga Viza y Jorge Fernández. [23]
- 2023: Premio Mejor Actor del Festival Internacional de Cine de Alicante, por el corto El peor oficio del mundo.  [19]
- 2023: Premio Mejor Actor del Sol International Film Festival” de Torrevieja, por el corto El peor oficio del mundo.
- 2024: Premio Moisés Calvo, que concede el Centro Soriano de Zaragoza. [24]